# Габрієль Фернандес (футболіст, 1994)
Габріель Матіас Фернандес Леїтес (ісп. Gabriel Matías Fernández Leites; народився 13 травня 1994 року, Монтевідео, Уругвай) — уругвайський футболіст, нападник клубу  «Сельта Віго». На умовах оренди грає за «Реал Сарагоса».

## Клубна кар'єра
Фернандес — вихованець клубів «Белья Віста» і «Дефенсор Спортінг». На початку 2013 року його внесли в заявку Спортінга на сезон. Відразу ж для отримання ігрової практики Габрієля віддали в оренду до «Серро-Ларго». 23 лютого в матчі проти «Монтевідео Вондерерз» він дебютував в уругвайській Прімері. 9 березня в поєдинку проти «Прогресо» Габрієль забив свій перший гол за «Серро-Ларго». Влітку того ж року Фернандес повернувся в «Дефенсор Спортінг». 2 листопада в матчі проти столичного «Расінга» він дебютував за новий клуб.
Влітку 2014 року Фернандес перейшов до столичного «Расінга». 16 серпня в матчі проти «Данубіо» він дебютував за новий клуб. 31 серпня в поєдинку проти «Атенаса» Габрієль зробив «дубль», забивши свої перші голи за «Расінг». 
На початку 2018 року Фернандес приєднався до «Пеньяроля». 11 лютого в матчі проти столичного «Рівер Плейта» він дебютував за нову команду. 24 лютого в поєдинку проти столичного «Ліверпуля» Габрієль забив свій перший гол за «Пеньяроль». 12 серпня в матчі проти «Ліверпуля» він зробив хет-трик. 2018 року Габрієль допоміг клубові виграти чемпіонат.
Влітку 2019 року Фернандес перейшов до іспанської «Сельти». 17 серпня в матчі проти «Реал Мадрида» він дебютував в Ла-Лізі. 24 серпня в поєдинку проти «Валенсії» Габрієль забив свій перший гол за «Сельту». 

## Статистика виступів
Станом на 26 вересня 2020.
| Клуб                   | Сезон              | Ліга               | Ліга | Ліга | Кубок | Кубок | Європа | Європа | Інші | Інші | Загалом | Загалом |
| Клуб                   | Сезон              | Дивізіон           | Ігри | Голи | Ігри  | Голи  | Ігри   | Голи   | Ігри | Голи | Ігри    | Голи    |
| ---------------------- | ------------------ | ------------------ | ---- | ---- | ----- | ----- | ------ | ------ | ---- | ---- | ------- | ------- |
| Дефенсор Спортінг      | 2012–13            | Прімера Дивізіон   | 0    | 0    | —     | —     | 0      | 0      | 0    | 0    | 0       | 0       |
| Дефенсор Спортінг      | 2013–14            | Прімера Дивізіон   | 4    | 0    | —     | —     | 0      | 0      | 0    | 0    | 4       | 0       |
| Дефенсор Спортінг      | Загалом            | Загалом            | 4    | 0    | —     | —     | 0      | 0      | 0    | 0    | 4       | 0       |
| «Серро-Ларго» (оренда) | 2012–13            | Прімера Дивізіон   | 12   | 2    | —     | —     | —      | —      | 0    | 0    | 12      | 2       |
| «Расінг» (Монтевідео)  | 2014–15            | Прімера Дивізіон   | 14   | 5    | —     | —     | —      | —      | 0    | 0    | 14      | 5       |
| «Расінг» (Монтевідео)  | 2015–16            | Прімера Дивізіон   | 16   | 0    | —     | —     | —      | —      | 0    | 0    | 16      | 0       |
| «Расінг» (Монтевідео)  | 2016               | Прімера Дивізіон   | 15   | 8    | —     | —     | —      | —      | 0    | 0    | 15      | 8       |
| «Расінг» (Монтевідео)  | 2017               | Прімера Дивізіон   | 4    | 2    | —     | —     | —      | —      | 0    | 0    | 4       | 2       |
| «Расінг» (Монтевідео)  | Загалом            | Загалом            | 49   | 15   | —     | —     | —      | —      | 0    | 0    | 49      | 15      |
| Пеньяроль              | 2018               | Прімера Дивізіон   | 28   | 12   | —     | —     | 7      | 1      | 1    | 0    | 36      | 13      |
| Пеньяроль              | 2019               | Прімера Дивізіон   | 12   | 5    | —     | —     | 5      | 0      | 1    | 0    | 18      | 5       |
| Пеньяроль              | Загалом            | Загалом            | 40   | 17   | —     | —     | 11     | 1      | 2    | 0    | 53      | 18      |
| Сельта                 | 2019–20            | Ла-Ліга            | 20   | 1    | 2     | 0     | —      | —      | 0    | 0    | 22      | 1       |
| Сарагоса (оренда)      | 2020–21            | Сегунда Дивізіон   | 1    | 0    | 0     | 0     | —      | —      | 0    | 0    | 1       | 0       |
| Загалом за кар'єру     | Загалом за кар'єру | Загалом за кар'єру | 126  | 35   | 2     | 0     | 12     | 1      | 2    | 0    | 142     | 36      |

1. 1 2  Ігри в Кубку Лібертадорес і Південноамериканському кубку
2. ↑  Ігри в плей-оф Прімера Дивізіон
3. ↑  Ігри на Суперкубок Уругваю

## Досягнення
- Чемпіон Уругваю (1):

«Пеньяроль»: 2018
- Володар Суперкубка Уругваю (1):

«Пеньяроль»: 2018
- Переможець Кубка чемпіонів КОНКАКАФ (1):

«Крус Асуль»: 2025